# Prenk Pervizi

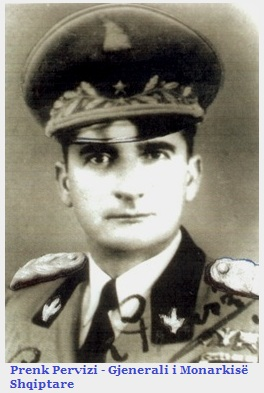

Prenk Pervizi (Skuraj, 4 de mayo de 1897 - Bélgica, 6 de septiembre de 1977) fue un militar, general y ministro de la defensa de Albania, opositor al gobierno socialista que gobernó ese país desde 1946.
Nació el 4 de mayo de 1897 en Skuraj de Kurbin, en una familia católica noble del norte. Estudió en la Escuela Militar de Viena, (1914-1918), y la Escuela de la Guerra de Turín (1930-1933). Amigo y mano derecha del rey Zog I de Albania, desde el principio hasta el final de su reinado (abril de 1939). Se opuso a los italianos retirar las tropas albanesas de la guerra greco-italiana (1941). Es aislado en las montañas de Puka. No permite que los alemanes formen tropas de las SS en Albania (1944). Se une a la misión británica en Albania (1944). Procura organizar la resistencia contra el gobierno socialista. No recibiendo ayuda de los aliados, se ve obligado a refugiarse en Grecia, Italia y Bélgica, donde murió el 6 de septiembre de 1977 a la edad de 80 años. 